# Świerszczów-Kolonia
Świerszczów-Kolonia (prononciation : [ˈɕfjɛrʂt͡ʂuf kɔˈlɔɲa]) est un village polonais de la gmina de Cyców dans le powiat de Łęczna de la voïvodie de Lublin dans l'est de la Pologne.
Il se situe à environ 6 kilomètres au nord de Cyców (siège de la gmina), 20 kilomètres à l'est de Łęczna (siège du powiat) et 43 kilomètres à l'est de Lublin (capitale de la voïvodie).
Le village comptait approximativement une population de 200 habitants en 2006.

## Histoire
De 1975 à 1998, le village est attaché administrativement à l'ancienne Voïvodie de Chełm.

Depuis 1999, il fait partie de la nouvelle voïvodie de Lublin.